# مین تاناکا
مین تاناکا (انگلیسی: Min Tanaka؛ زادهٔ ۱۰ مارس ۱۹۴۵) یک هنرپیشه و رقصنده اهل ژاپن است. 
از فیلم‌ها یا برنامه‌های تلویزیونی که وی در آن نقش داشته است می‌توان به شمشیرزن دوره‌گرد: جهنم کیوتو، شمشیرزن دوره‌گرد: افسانه پایان می‌یابد اشاره کرد.